# 阿什格羅夫 (印地安納州)
阿什格羅夫（英語：Ash Grove）是位於美國印地安納州蒂珀卡努縣的一個非建制地區。

## 地理
阿什格羅夫海拔高度為666英呎。而該地所採用的時區為UTC-5，即北美東部時區（EST）。同時該地設有夏令時間，為UTC-5調快一小時，即UTC-4（EDT）。